# Club Atlético Cerro
Maillots
Actualités
Le Club Atlético Cerro est un club uruguayen de football basé à Montevideo.

## Histoire
Le club est fondé le 1er décembre 1922. Cerro est monté en 1926 pour la première fois dans la première division uruguayenne et termine la première saison en 1927 à la 13e place. Après avoir été troisième en 1928, l'équipe connue sous le nom d' Albiceleste subit une relégation l'année suivante. Le retour dans l'élite ne se fera qu'en 1946. Dans les années 50 et 60, la période la plus réussie du club commence, lorsque la troisième place du championnat a été obtenue à plusieurs reprises. En 1960, l'équipe termine la saison vice-championne, la meilleure performance du club. Dans le match décisif avec les champions du Peñarol, l'Albiceleste s'est incliné 1-2.
En 1985, le club était de nouveau troisième de la Primera División, et en 1995, il participe à la Copa Libertadores, après avoir battu le Defensor Sporting en barrages de Liga. Cependant, il a été éliminé lors de la première phase de groupes après seulement une victoire contre le club argentin Independiente et un match nul contre l'autre représentant uruguayen Peñarol.
En 2006, Cerro a été relégué de la Primera División pour la deuxième fois après 1997. Le club a passé la saison 2006-2007 en Segunda División. Là, il termine troisième et gagne les barrages de montée contre la Juventud, Cerro est revenu après un an en première division, comme lors de sa première relégation. Le club s'est ensuite établi en première division, 
À la fin de la saison 2014-2015, Cerro a évité de justesse la relégation, après des résultats en dents de scie le club sera finalement relégué en 2020. Cette fois ci le club passera deux saisons en Segunda División et fera son retour en Primera División en 2023.

## Identité visuelle

### Logo et drapeau

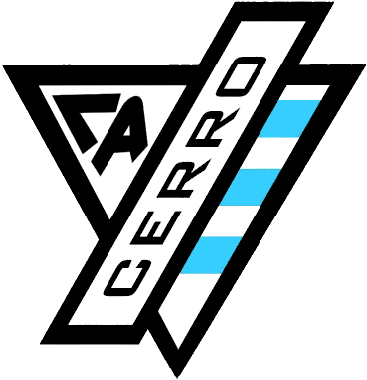
Variation du logo utilisé sur les uniformes
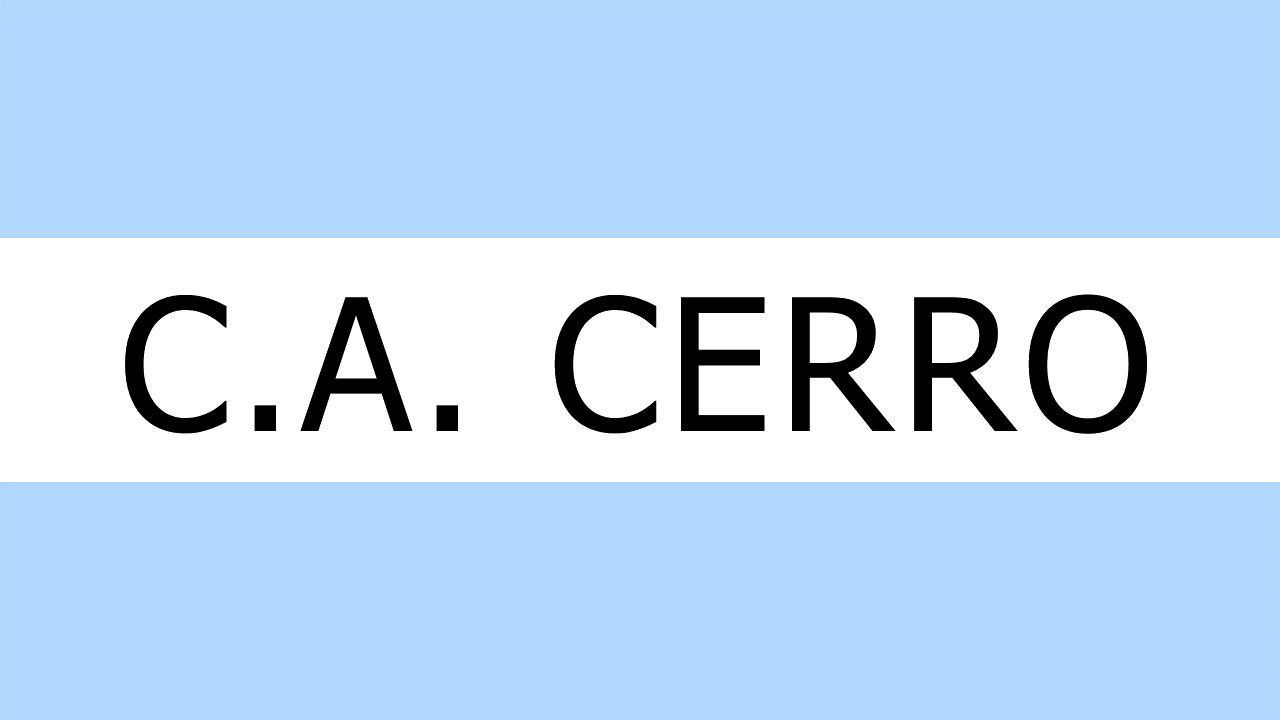
Drapeau officiel

## Palmarès
- Championnat d'Uruguay de deuxième division
  - Champion : 1946, 1998

## Anciens joueurs
- Carlos Curbelo
- Jorge Manicera